# Hans-Jörg Stiller
Hans-Jörg Stiller (* 16. August 1957; † August 2025) war ein deutscher Fußballspieler, der im Jahr 1979 in der deutschen Fußballnationalmannschaft der Amateure sechs Länderspiele absolviert hat. Der Verteidiger war von 1976 bis 1987 für Fortuna Düsseldorf aktiv und absolvierte ein Bundesligaspiel.
Er starb im August 2025.

## Laufbahn
Der zumeist als Außenverteidiger eingesetzte Defensivspieler Hans-Jörg Stiller feierte mit der Amateurmannschaft von Fortuna Düsseldorf in der Saison 1976/77 mit 19 Jahren zuerst in der Verbandsliga Niederrhein vor dem 1. FC Bocholt den Titelgewinn. Im folgenden Wettbewerb um die deutsche Amateurmeisterschaft 1977 setzte sich der Nachwuchsspieler an der Seite des Routiniers Peter Biesenkamp in den zwei Finalspielen am 22. und 26. Juni gegen den SV Sandhausen aus Nordbaden durch und holte die Carl-Riegel-Trophäe für den deutschen Amateurmeister nach Düsseldorf. Stiller gehörte auch in den nächsten Runden der Fortuna-Amateurmannschaft an.
Im letzten Jahr der DFB-Amateure, 1979, kam er unter dem damaligen DFB-Trainer Erich Ribbeck in den sechs abschließenden Länderspielen der Amateurnationalmannschaft zum Einsatz. Darunter waren auch die vier Olympia-Qualifikationsspiele gegen Finnland und Norwegen. Der Start glückte mit einem 2:0-Erfolg am 13. September in Oberhausen gegen Finnland. Stiller bildete dabei mit Torhüter Valentin Herr und den Feldspielern Roland Dickgießer, Walter Kubanczyk und Karl Richter den deutschen Abwehrblock. Das 154. Länderspiel der Amateurnationalmannschaft beendete die Geschichte dieser Auswahl. Es fand am 14. November in Baunatal statt. Die DFB-Elf verlor mit 0:1 Toren gegen die Auswahl Norwegens und Stiller verteidigte gemeinsam mit Roland Dickgießer, Karl Richter und Dieter Bernhardt vor Torhüter Valentin Herr. 
Am 22. September 1979 kam er durch die Einwechslung von Trainer Hans-Dieter Tippenhauer in der 73. Minute für Rüdiger Wenzel beim Ligaspiel gegen Borussia Dortmund zu seinem einzigen Bundesligaeinsatz.

## Erfolge
- Deutscher Amateurmeister: 1977 mit Fortuna Düsseldorf